# Іщук Степан Іванович
Іщу́к Степа́н Іва́нович (14 грудня 1937 року) — український економіко-географ, доктор географічних наук, професор Київського національного університету імені Тараса Шевченка, академік Академії наук вищої освіти України.

## Біографія
Народився 14 грудня 1937 року в селі Івча Літинського району Вінницької області. Закінчив у 1959 році географічний факультет Львівського державного університету імені Івана Франка, у 1968 році аспірантуру Сектору географії при Інституті геологічних наук АН УРСР (Київ). У 1959–1965 роках працює старшим лаборантом, завідувачем кабінету, асистентом кафедри політекономії Львівського державного університету. З 1968 року молодший науковий співробітник відділу теорії економіки районів і економічної географії Сектору географії Ради з вивченню продуктивних сил АН УРСР. З 1970 року старший викладач, з 1978 доцент, з 1997 професор кафедри економічної та соціальної географії географічного факультету Київського університету. Кандидатська дисертація «Територіальна спеціалізація і виробничі зв'язки промисловості» захищена у 1968 році; докторська дисертація «Виробничі комплекси: територіальна і комплексно-пропорційна організація» захищена у 1996.
Фахівець у галузі теорії суспільної географії, регіоналістики, територіальної організації виробництва і промислових комплексів. Вивчає умови і фактори формування і розвитку міжгалузевих промислових комплексів України, напрямки їх реструктуризації. Розробляє наукові основи нового напрямку в суспільній географії — суспільно-господарчої комплексології. Відповідальний редактор наукового збірника «Економічна та соціальна географія», член експертної ради ВАК України з географічних наук.

## Нагороди і відзнаки
Відмінник народної освіти України 1990 року. Лауреат нагороди Ярослава Мудрого Академії наук вищої школи. Почесний професор Полтавського університету споживчої кооперації. Присвоєно почесне звання «Заслужений діяч науки і техніки України» у 2009 році.

## Наукові праці
Автор близько 250 наукових праць. Основні праці:
1. Географія промислових комплексів. — К., 1993.
2. Територіально-виробничі комплекси і економічне районування. — К., 1996.
3. Розміщення продуктивних сил і територіальна організація виробництва. — К., 2002.
4. Промислові комплекси України: наукові основи територіальної організації. — К., 2003.
5. Київська господарська агломерація: досвід регіонального менеджменту. — К., 2005 (у співавторстві).
6. Розміщення продуктивних сил і регіональна економіка. — К., 2006.